# Квак Тэ Сун
Квак Тэсун (кор. 곽대성; 13 февраля 1973) — южнокорейский дзюдоист лёгкой весовой категории, выступал за сборную Южной Кореи в середине 1990-х годов. Серебряный призёр летних Олимпийских игр в Атланте, обладатель серебряной медали чемпионата мира, двукратный чемпион Азии, чемпион Восточноазиатских игр в Пусане, победитель многих турниров национального и международного значения.

## Биография
Квак Тэсун родился 13 февраля 1973 года.
Первого серьёзного успеха на взрослом международном уровне добился в 1994 году, когда попал в основной состав корейской национальной сборной и побывал на студенческом чемпионате мира в Мюнстере, откуда привёз награду золотого достоинства, выигранную в лёгкой весовой категории. Год спустя выступил на чемпионате Азии в Нью-Дели, где стал серебряным призёром, проиграв в финале японцу Кэндзо Накамуе. Кроме того, в этом сезоне боролся на чемпионате мира в Тибе, где тоже дошёл до финала и потерпел поражение от другого представителя Японии Дайсукэ Хидэсимы.
Благодаря череде удачных выступлений Квак удостоился права защищать честь страны на летних Олимпийских играх 1996 года в Атланте — на пути к финалу взял верх над всеми четырьмя соперниками, однако в решающем поединке вновь встретился с Кэндзо Накамурой и снова проиграл ему, получив таким образом серебряную олимпийскую медаль. Также в этом сезоне выступил на азиатском первенстве в Хошимине, где одержал победу над всеми оппонентами в лёгком весе, в том числе над казахом Ахатом Ашировым в финале, и завоевал азиатский чемпионский титул.
После Олимпиады в США Квак Тэсун ещё в течение некоторого времени оставался в основном составе дзюдоистской команды Южной Кореи и продолжал принимать участие в крупнейших международных турнирах. Так, в 1997 году он добавил в послужной список золотые медали, выигранные в лёгкой весовой категории на чемпионате Азии в Маниле и на домашних Восточноазиатских играх в Пусане, где в финале взял реванш у своего давнего соперника японца Кэндзо Накамуры. Последний раз показал сколько-нибудь значимый результат в 1999 году, когда выиграл серебряную медаль на международном турнире в Сеуле. Вскоре по окончании этих соревнований принял решение завершить карьеру профессионального спортсмена, уступив место в сборной молодым корейским дзюдоистам.